# Ollaphon
Ollaphon là một chi ốc biển, là động vật thân mềm chân bụng sống ở biển trong họ Fasciolariidae.

## Các loài
Các loài trong chi Ollaphon gồm có:
- Ollaphon molorthus (Hedley & tháng 5 năm 1908)